# Parlament Grenlandii
Parlament Grenlandii (gren. Kalaallit Nunaanni Inatsisartut; duń. Grønlands Landsting) – ciało ustawodawcze Grenlandii, autonomicznego regionu, wchodzącego w skład Królestwa Danii. W skład parlamentu wchodzi 31 członków. Kadencja trwa 4 lata i może zostać skrócona. Zadaniem parlamentu jest wybieranie i powoływanie rządu Grenlandii oraz uchwalanie ustaw i przepisów.

## Historia
Parlament został powołany 1 maja 1979, w miejsce istniejącej od 1950 roku Grenlandzkiej Rady Prowincjonalnej. Początkowo w skład parlamentu wchodziło 21 członków. Od 1999 roku jest ich 31. Większość parlamentarna wynosi 16.

## Partie polityczne
W wyniku wyborów z 2009 roku, parlament został zdominowany głównie przez ugrupowania lewicowe. W latach 2009–2013 partią rządzącą była socjalistyczna i separatystyczna partia Wspólnota Ludzka (kl. Inuit Ataqatigiit). Obecny rozkład miejsc:
| Partia            | Liczba głosów (2018) | %     | Miejsc |
| ----------------- | -------------------- | ----- | ------ |
| Siumut            | 7957                 | 27,2% | 9      |
| Wspólnota Ludzka  | 7478                 | 25,5% | 8      |
| Demokraci         | 5712                 | 19,5% | 6      |
| Partia Naleraq    | 3931                 | 13,4% | 4      |
| Atassut           | 1730                 | 5,9%  | 2      |
| Partia Współpracy | 1193                 | 4,1%  | 1      |
| Nunatta Qitornai  | 1002                 | 3,4%  | 1      |

## Przewodniczący parlamentu
- 1997-1999: Anders Andreassen
- 1999-2001: Ole Lynge
- 2001-2003: Daniel Skifte
- 2003-2008: Jonathan Motzfeldt
- 2008-2009: Ruth Heilmann
- 2009-2013: Josef Motzfeldt
- Od 2013 Lars Emil Johansen